# Комтурство

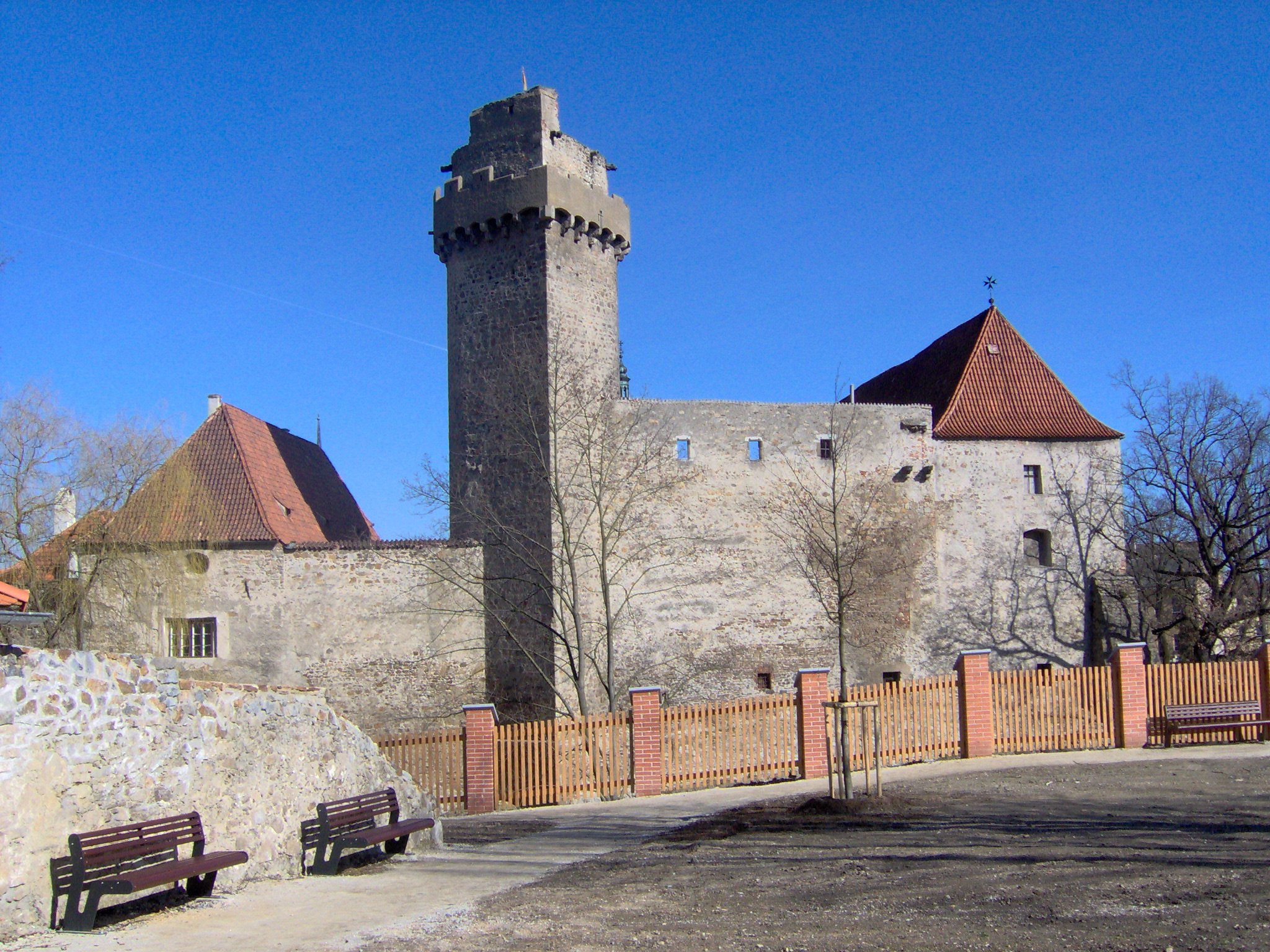
Замок Стракониці. Раніше був замком осередком одного з комтурств

Комтурство, Комтурія (komenda, komandoria) — мінімальна адміністративна одиниця в складі лицарського ордену. З групи комтурств утворюються баллеї (провінції), вищі адміністративні одиниці лицарських орденів.
Як правило, комтурство складалося з одного замку й безпосередньо прилеглих до нього територій. На чолі кожного комтурства стояв комтур. Найменші та найбідніші комтурства могли виставити лише по десятку озброєних воїнів, найміцніші й найвпливовіші — більше тисячі.
Зазвичай вживається до Ордену Святого Іоанна Єрусалимського (де вперше були введені комтурства) або до Тевтонського ордену. В Ордені Лицарів Храму комтурствами були преципторії. 
До 1300 року в Тевтонському ордені налічувалося близько 300 комтурств, розташованих по всій Європі, від Сицилії до Балтії. 